# Arthur Nielsen
Pour les articles homonymes, voir Nielsen.
Arthur Charles Nielsen Sr. (5 septembre 1897 - 1er juin 1980) était un analyste de marché américain. Il est connu pour avoir développé l'échelle de Nielsen de mesure d'audience.

## Biographie
Arthur Charles Nielsen est né à Chicago le 5 septembre 1897, dans une famille d'origine danoise. Nielsen a fait ses études à l'Université du Wisconsin, BS summa cum laude. 1918 et membre de la Sigma Phi Society. Il a également été capitaine de l'équipe Varsity de tennis de 1916 à 1918, partisan de longue date du jeu. Il a ensuite servi dans l' US Navy.

## Carrière
Nielsen travaille comme ingénieur électricien pour ISKO Société à Chicago de 1919 à 1920 pour HP Gould Société toujours à Chicago de 1920 à 1923. 
Il est le fondateur de la société Arthur Nielsen en 1923, en faisant progresser le nouveau domaine de la recherche marketing. Il s'agissait de (1) tester de nouveaux produits afin de déterminer leur viabilité et de pratiquer le marketing de masse, (2) les ventes de produits de mesure sur un échantillon aléatoire de magasin afin de déterminer sa part de marché. Faire attention à l'échantillon est indispensable pour valider ce processus. Les techniques développées par Nielsen ont été particulièrement importantes pour le fonctionnement efficace du marché avant l'introduction de l'informatique et du réseau numérique dans les années 1990, et a permis une surveillance continue et globale des ventes par les détaillants de produits. 
Nielsen a également été un pionnier dans le développement de méthodes de mesure de l'audience à la radio et à la télévision, notamment l'échelle de Nielsen,.
Nielsen a inauguré une radio nationale Index pour les diffuseurs et les annonceurs en 1942, suivie par la télévision en 1950. Au moment de sa mort, les revenus de la société était de US $ 398 millions par an.

## Vie privée
Avec son fils Arthur Nielsen, Jr, il a remporté le championnat américain Père et Fils en double en 1946 et 1948. Il a été élu au International Tennis Hall of Fame en 1971. L'Université du Wisconsin lui a décerné un doctorat honorifique en sciences (SCD) en 1974. Nielsen a reçu l'Ordre de Dannebrog, Ridder af Elefantordenen(1961) par le Danemark.
En 1990, la famille AC Nielsen a fait un généreux don à l'Université du Wisconsin à Madison pour créer un programme de MBA à temps plein dans la recherche marketing. 

## Reconnaissances professionnelles
- Prix annuel Publicité Comité des prix, 1936
- Club de Chicago fédérés Annonces, 1941
- American Marketing Association, 1951 et 1970
- Hall of Fame dans la distribution en 1953
- Association internationale Publicité, 1966